# Всеслав Брячиславич
Всесла́в Брячисла́вич (1029 — 14 квітня 1101) — великий князь київський (14 вересня 1068 — квітень 1069). Князь полоцький (1044—1067, 1070, 1071—1101). Найвидатніший із полоцьких князів. Представник роду Полоцьких Ізяславичів династії Рюриковичів. Син полоцького князя Брячислава Ізяславича, онук Ізяслава Володимировича, правнук великого князя київського Володимира Святославича. Намагався унезалежнитися від Києва. 1065 року пограбував Псков, а 1066 року спустошив Новгород; у відповідь триумвірат Ярославичів — Ізяслав, Святослав і Всеволод — пограбували Мінськ. 3 березня 1067 року розбитий Ярославичами на Немизі, ув'язнений Ізяславом в Києві. Звільнений киянами в ході повстання 1068 року проти Ізяслава, який утік за кордон. Посів київський престол, але 1069 року, після повернення Ізяслава, відмовився боротися за Київ. Повернувся до Полоцька, де правив до кінця життя. Збудував полоцький Софійський собор (1066). Прізвисько — Чароді́й.

## Біографія
Всеслав Брячиславич був сином полоцького князя Брячислава Ізяславича. Точний рік народження княжича невідомий. У «Повісті временних літ», що написана особою ворожою до Всеслава, є билинна легенда про його народження. На її підставі вважають, що Брячислав довгий час не мав спадкоємця і тому його дружина звернулася за допомогою до язичницьких волхвів.
| Цього Всеслава мати народила від волхвування, тому, що коли вона народила його, то була у нього пляма на голові, і волхви сказали її: нав'яжи ти на язву чарівну пов'язку, котру хай носить він до смерті своєї; Всеслав точно носить її до сих пір, тому він такий кровожадний |
Після смерті батька в 1044 році Всеслав успадкував полоцький престол. На початку свого правління він мав мирні стосунки із київськими князями — Ярославом Мудрим і його наступником Ізяславом Ярославичем. Так, 1060 року полоцький князь взяв участь в поході на торків, який організував триумвірат Ярославичів (Ізяслав, Святослав і Всеволод). Проте 1064 року він розсварився з ними, вступивши у конфлікт з Ізяславом, що володів Київщиною і Новгородщиною.
1065 року Всеслав здійснив грабіжницький похід на Псков у Новгородській землі. 1066 року він тимчасово захопив сам Новгород. У відповідь 3 березня 1067 року київсько-чернігівсько-переяславські дружини триумвірату Ярославичів розбили Всеслава у битві на річці Немига. 10 липня того ж року Ізяслав захопив у полон самого полоцького князя із двома синами й посадив у поруб в Києві.
1068 року, під час повстання в Києві, спричиненого поразкою Ярославичів у битві з половцями на річці Альті, великий князь київський Ізяслав втік; кияни визволили Всеслава Брячиславича і проголосили своїм князем. Він зміг залишитися на київському престолі, поступившись Волинню та Новгородом на користь Святослава і Всеволода Ярославичів.
1069 року, коли Ізяслав повернувся на Русь з військом польського князя Болеслава II, Всеслав із киянами вийшов їм назустріч. Але під Білгородом раптово покинув військовий табір й подався до Полоцька. Ізяслав повернув собі Київ і вибив Всеслава із Полоцька, посадивши там свого сина Святополка Ізяславича.
1071 року Всеслав повернув собі Полоцьке князівство, але його вдруге вигнав звідти Ярополк Ізяславич. 1072 року вигнанець остаточно повернув свою вотчину й закріпився на полоцькому столі. За роки правління Всеслав значно розбудував Полоцьк. За його наказом було зведено полоцький Софійський собор (1066), що став третім після Софійських соборів Києва та Новгорода.
Після смерті Всеслава Полоцьку землю було розділено між його шістьма синами. Його нащадки володіли нею до серед. 13 ст., періоду входу її до складу Великого князівства Литовського.
1078 року Всеслав здійснив похід на Смоленськ. 1084 року він перебував у конфлікті з Володимиром Мономахом.

### Смерть
Згідно з літописами Всеслав Брячиславич помер 14 квітня 1101 року. Російський дослідник Олег Рапов відстоював дату 24 квітня 1101 року, проте більшість істориків погоджується з літописними повідомленнями.
Після смерті Всеслава Полоцьке князівство розділили його шестеро синів. Його нащадки володіли Полоцькою землею до середини XIII ст., до часу входження Полоцька до складу Великого князівства Литовського.
Сучасникам та нащадкам також запам'ятався як «волхв», чародій. У «Слові о полку Ігоревім», а згодом й у східнослов'янському фольклорі, в котрому асоціювався з Волхом, постає як богатир-вовкулака здатний розмовляти зі звірами.

## Брячиславів двір у Києві

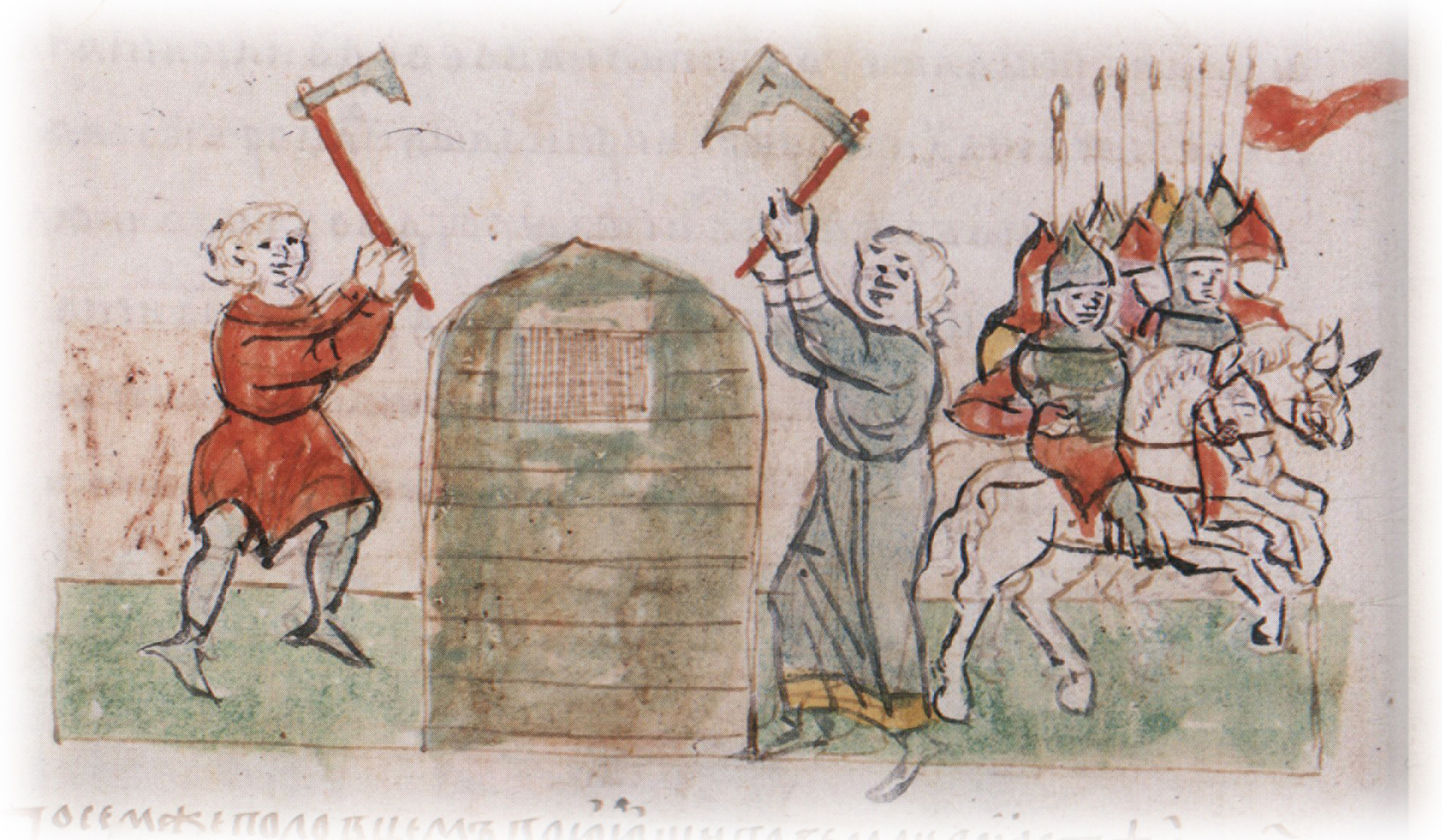
Кияни звільняють Всеслава Полоцького з порубу на Брячиславовім дворі (мініатюра Радзивіллівського літопису).

Згаданий літописом під 1068 роком Брячиславів двір, можливо належав полоцькому князю Брячиславу Ізяславичу, батьку Всеслава. М. В. Закревський пише про це, лише як про припущення, а Д. С. Лихачов та Л. Є. Махновець вже впевнені в цьому. Згідно з Л. Є. Махновцем він знаходився у районі сучасного Рильського провулку та дворів вулиці Володимирської. Двір мав зокрема погреб та поруб, хоча можливо літописець мав на увазі одну й ту саму споруду, в який був замкнутий Всеслав, та звідки його визволили кияни, щоб посадити на київський престол.

## Сім'я
- Батько: Брячислав Ізяславич (?—1044), князь полоцький (1001—1044)
- Сини:
  - Давид Всеславич
  - Рогволод Всеславич
  - Гліб Всеславич
  - Роман Всеславич
  - Святослав Всеславич
  - Ростислав Всеславич

## Вшанування пам'яті
1 вересня 2007 року був відкритий Пам'ятник Всеславу Брячиславичу у місті Полоцьк.

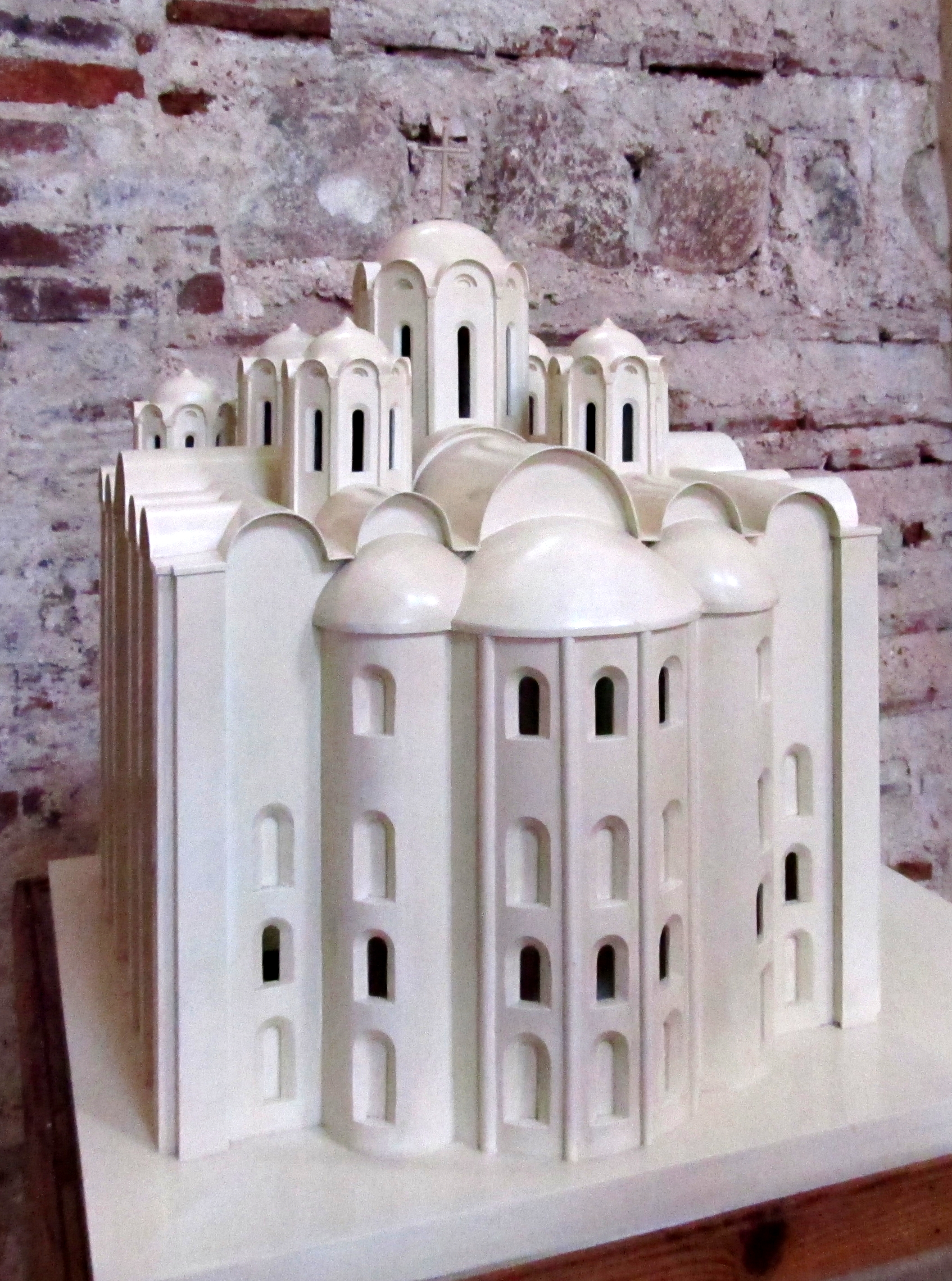
Софійський собор (Полоцьк), заснований Всеславом
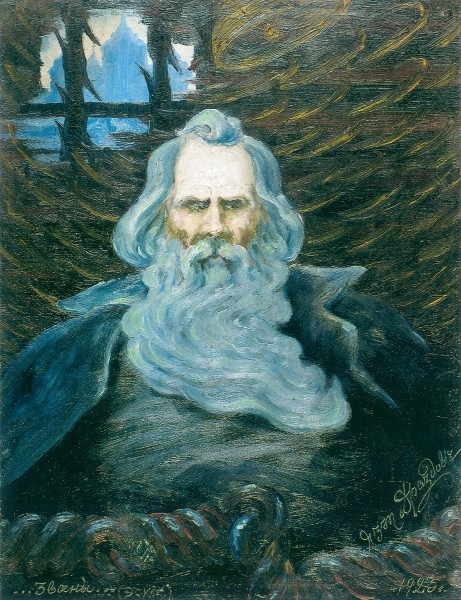
Всеслав Полоцький (Йосип Дроздович, 1923)
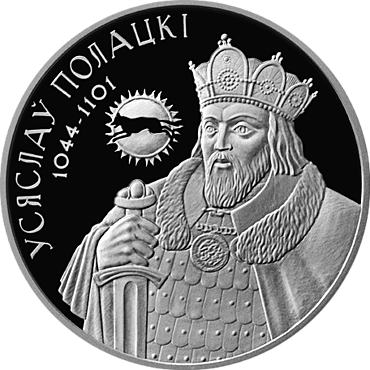
Всеслав Брячиславич на білоруській ювілейній монеті

### Монографії
- Войтович Л. 3.2. Ізяславичі Полоцькі. //  Князівські династії Східної Європи (кінець IX — початок XVI ст.). Львів: Інститут українознавства, 2000.
- Войтович Л. Княжа доба: портрети еліти . — Біла Церква, 2006. С. 281—282.
- Каргер М. К. Древний Киев. — М.-Л. : Издательство АН СССР, 1958. — Т. I.
- Климишин И. А. Календарь и хронология. Москва, 1985.
- Літопис Руський / переклад Л. Махновця. — К. : Дніпро, 1989. — ISBN 5-308-00052-2.
- Рапов О. М. Княжеские владения на Руси в Х — первой половине ХІІІ в. Москва, 1977.
- Шахматов А. А. Повесть временних лет. Т. 1. Петроград, 1916.
- Князь полоцкий Всеслав по прозванию Чародей. — Мн. Адукацыя i выхаванне, 2017. — 128 с.; илл. — ISBN 978-985-471-996-2

### Довідники
- Плахонін А. Г. Всеслав Брячиславич [Архівовано 4 червня 2016 у Wayback Machine.] // Енциклопедія історії України : у 10 т. / редкол.: В. А. Смолій (голова) та ін. ; Інститут історії України НАН України. — К. : Наукова думка, 2003. — Т. 1 : А — В. — С. 649. — ISBN 966-00-0734-5.
- Котляр М. Ф. Всеслав Брячиславич // Малий словник історії України / відпов. ред. В. А. Смолій. — К. : Либідь, 1997. — 464 с. — ISBN 5-325-00781-5.